# Trypanosoma megadermae
Espèce
Trypanosoma megadermae est une espèce de parasites de l'ordre des Trypanosomatida. Cette espèce parasite les chauves-souris. Décrit en 1909 par Charles Morley Wenyon, cet hématozoaire bénéficie d'une redescription en 1981.